# Michael O'Laughlen
Michael O'Laughlen (juin 1840 à Baltimore – 23 septembre 1867 dans les Dry Tortugas) est un artisan américain qui, lors de la Guerre de Sécession, s'engagea dans l'armée des États confédérés avant d'être démobilisé en 1862. Il prit part ensuite à la  conspiration, conduite par John Wilkes Booth, qui conduisit à l'assassinat du président Abraham Lincoln, le 14 avril 1865. Michael O'Laughlen fut arrêté puis condamné à la prison à vie. Il mourut dans la prison de Fort Jefferson de fièvre jaune en 1867.